# Powiat Kattowitz

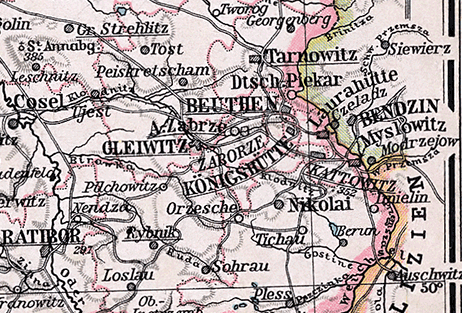
Powiat Kattowitz

Powiat Kattowitz (niem. Kreis Kattowitz, pol. powiat katowicki) – niemiecki powiat istniejący w okresie od 1873 do 1922 r. na terenie Śląska.
Powiat Kattowitz powstał w 1873 r. poprzez wydzielenie z powiatu Beuthen i należał do rejencji opolskiej prowincji Śląsk. W 1899 r. z powiatu wydzielono miasto Katowice, które utworzyło odrębny powiat miejski, a powiat zmienił nazwę na Landkreis Kattowitz. Po plebiscycie na Górny Śląsku w 1922 r. powiat przeszedł w ręce polskie, gdzie utworzono powiat katowicki.
W 1910 r. powiat obejmował 43 gminy o powierzchni 181,68 km² zamieszkanych przez 216.807 osób.